# Luigi Trinchero
Luigi Trinchero (Acqui, 9 de junio de 1862 - Buenos Aires, 6 de febrero de 1944) fue un destacado escultor italiano. En 1888 arriba a la Argentina donde realizó numerosos trabajos, entre los que se destacan bajorrelieves y bustos en el Teatro Colón.

## Biografía
Nacido el 9 de junio de 1862, en Acqui (comuna de Asti), a los seis años viajó con sus padres a Savona, en donde cursó los grados elementales y técnicos, los que completó en 1876 con elevadas clasificaciones, en particular en dibujo y pintura. Al año siguiente prestó servicios en un estudio de arte decorativa de Turín, asistiendo contemporáneamente a las clases que se dictaban en la Academia Albertina, donde obtuvo medallas de oro y plata por sus aptitudes como ornamentista.
En 1882 se trasladó a Francia, donde se especializó en el arte de la cerámica. De regreso a Italia, expuso algunas obras en la exposición efectuada en Turín, las que merecieron elogios efusivos de Umberto I de Italia y de la reina, Margarita Teresa de Saboya. El nombramiento como director artístico en una fábrica de cerámica de Faenza le permitió alcanzar nuevos éxitos. Su obra artística y estatuaria fue premiada tanto en dicha ciudad como así también en Milán y Venecia.
De 1887 a 1888 permaneció en Florencia, dirigiendo un taller destinado a servir al comercio. En ese año Luigi Trinchero se embarca para la Argentina, invitado por el escultor Víctor de Pol y el pintor Luis de Servi para dirigir una fábrica de cerámica en la ciudad de La Plata fundada por esos artistas, fuertemente vinculados al progreso artístico-edilicio de dicho país. Ese proyecto fracasó debido a la crisis de 1890.
Se trasladó luego a Buenos Aires, donde, estimulado por el marqués Carlos Morra, abrió un taller de escultura ornamental, desde donde, en la Argentina floreciente de las primeras décadas del siglo XX, se dedicó a ornamentar numerosos edificios públicos y privados en la capital y ciudades del interior. Son ejemplos salientes sus trabajos para el Museo y Centro Naval, la Sociedad Italiana Unione e Benevolenza, la fachada del Templo de la Piedad, imagen exterior de Stella Maris (en la iglesia del mismo nombre en Mar del Plata), Casa de Gobierno (provincias de Santa Fe y Jujuy), diario La Prensa, bancos, colegios, etc.

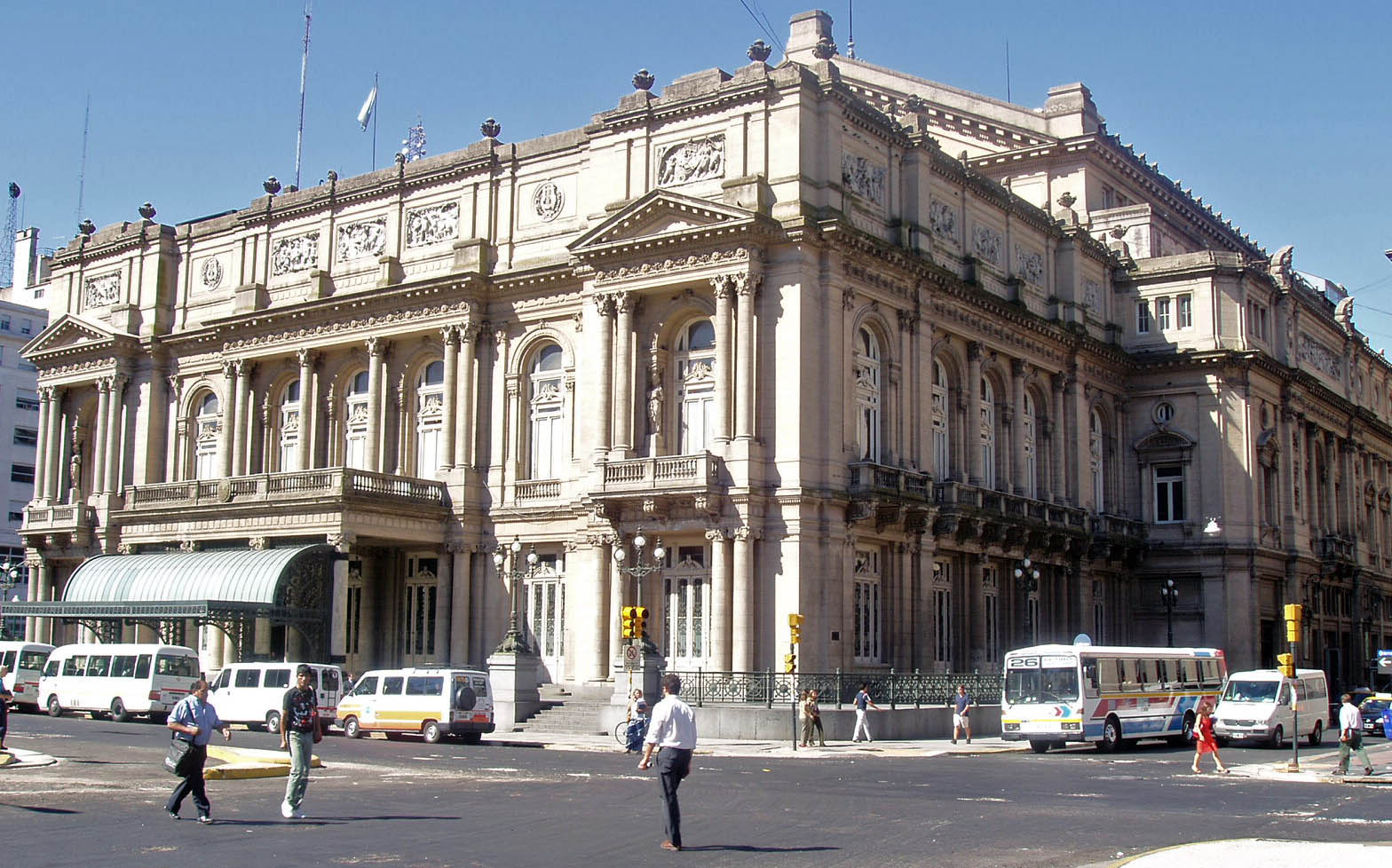
Teatro Colón

Su obra más destacada, no obstante, nace al ser contratado por la Intendencia de la Ciudad de Buenos Aires, a través de la empresa Pellizzari y Amellini, para ejecutar todas las esculturas interiores y exteriores del Teatro Colón de Buenos Aires. Además, se le deben los monumentos al general Martín Rodríguez (en el pueblo homónimo); al doctor Nicanor Basavilbaso (en Avellaneda); el artístico mausoleo de la familia Madariaga (en San Nicolás) y los funerarios las familias Bettinelli y Roverano (cementerio de la Chacarita), Antonio Riva y Delfín Gallo (en el de la Recoleta), como otros, a los que se agregan muchas estatuas y bustos encargados por importantes familias porteñas.
A partir de 1916 se desempeña como profesor de dibujo del Colegio Nacional Manuel Belgrano. La ubicación de los talleres entre 1890 y 1944, todos en Capital Federal, fueron: Sarandí 1417, Juncal 1306, Cochabamba 2718, Viamonte 1164 y México 672.
En 1921 la Municipalidad de Buenos Aires lo nombra director de un taller de esculturas al servicio de la comuna. En 1928 y 29 concurrió a las exposiciones comunales de Buenos Aires e iberoamericanas de Sevilla, en las que alcanzó medallas de plata y diplomas por sus esculturas, entre ellas Un mal rato bajo la lluvia e Inocencia.
La crisis económica de 1930 y los avatares políticos que se sucedieron a partir de ese año terminaron con el vertiginoso desarrollo de Buenos Aires y la República Argentina ocurrido en las cuatro décadas anteriores. Por otra parte, el estilo arquitectónico de la ciudad cambió totalmente y las ornamentaciones de los edificios desaparecieron. Más aún, muchos edificios, ornamentados por prestigiosos escultores, fueron demolidos en aras del progreso. La producción del escultor Luigi Trinchero, como de tantos otros artistas europeos afincados en el país, no fue ajena a todos esos cambios. No obstante ello, su espíritu creativo quedó registrado en innumerables bocetos de fuentes y proyectos de ornamentaciones con que hubiera querido seguir engalanando la ciudad. Fallece en Buenos Aires, el 6 de febrero de 1944. Su deceso motivó muchos obituarios en numerosos periódicos del país.
El escultor Luigi Trinchero formó parte de la pléyade de artistas plásticos extranjeros y nacionales que dejaron su impronta durante el florecimiento de Buenos Aires. Abundante intercambio epistolar, imágenes, proyectos y fotografías dedicadas mutuamente, evidencian los afectuosos vínculos y el respeto que entre ellos existía. Además de los artistas mencionados anteriormente, pueden agregarse a su círculo personal de amistades el pintor Benito Quinquela Martín y el muralista Francesco Paolo Parisi.

## Obra
Entre sus numerosas obras destacan:
- Teatro Colón: Cuatro cariátides que sostienen los balcones laterales del frente del edificio, sobre la calle Libertad; los bustos de Mozart, Bellini, Bizet, Beethoven. Gounod, Rossini, Verdi y Wagner; el coronamiento de los palcos "avant-scene"; todos los bajo y alto relieves que decoran el interior y exterior del teatro.
- Cristo yacente. Frontispicio de Iglesia La Piedad, Capital Federal.
- Bustos de Dante y Leonardo da Vinci. Realizado para la Sociedad Unione e Benevolenza. Calle Sarmiento 1368, Capital Federal.
- Un mal rato bajo la lluvia. Bronce ornamental para fuente. Colección privada.
- Monumento a Martín Rodríguez. En la localidad homónima de la Provincia de Buenos Aires.
- Esculturas de la fachada y puerta principal del Edificio del Centro Naval. Sito entre las calles Florida y Córdoba, Capital Federal.
- Esculturas aladas de edificios de la Compañía de seguros La Previsora: Hotel de Londres (arquitecto Pedro Coni, en las calles Hipólito Yrigoyen y Defensa), Grand Hotel (arq Augusto Plou, Florida y Rivadavia) y Hotel Metropole (arq Augusto Plou, Av. de Mayo y Salta).

### Publicaciones periodísticas
- La Peñola, 24/11/1936.
- Suplemento Especial Muy interesante 31/05/1988.
- Informativo de Asociación Prometeo, octubre y diciembre de 1945.
- La Pluma, Periódico noticioso de Boca y Barracas. Composición Alegórica del Escultor L. Trinchero. 9/03/1935.
- La Nación. Suplemento Ilustrado del 20/12/1906.
- La Nación 18/2/1911, 2/10/1912, 7/10/1934.
- La patri degli italiani 21/5/1914.
- La Prensa 3/12/1911 y 11/2/1928.
- La Ciudad (Periódico de Avellaneda) 25/4/1980.
- El sol Director: Alberto Ghiraldo. 1/9/1900.
- L'illustrazione popolare, Mi- n. Vol XXV.Nø27, 1/7/1883.
- Il piccolo illustrato, 25/9/1987.
- Noticias Gráficas 29/7/1958.
- La Razón 14/12 y 30/12/1927.